# Ischnothyreus subaculeatus
Ischnothyreus subaculeatus là một loài nhện trong họ Oonopidae.
Loài này thuộc chi Ischnothyreus. Ischnothyreus subaculeatus được Carl Friedrich Roewer miêu tả năm 1938.